# Bus S-100

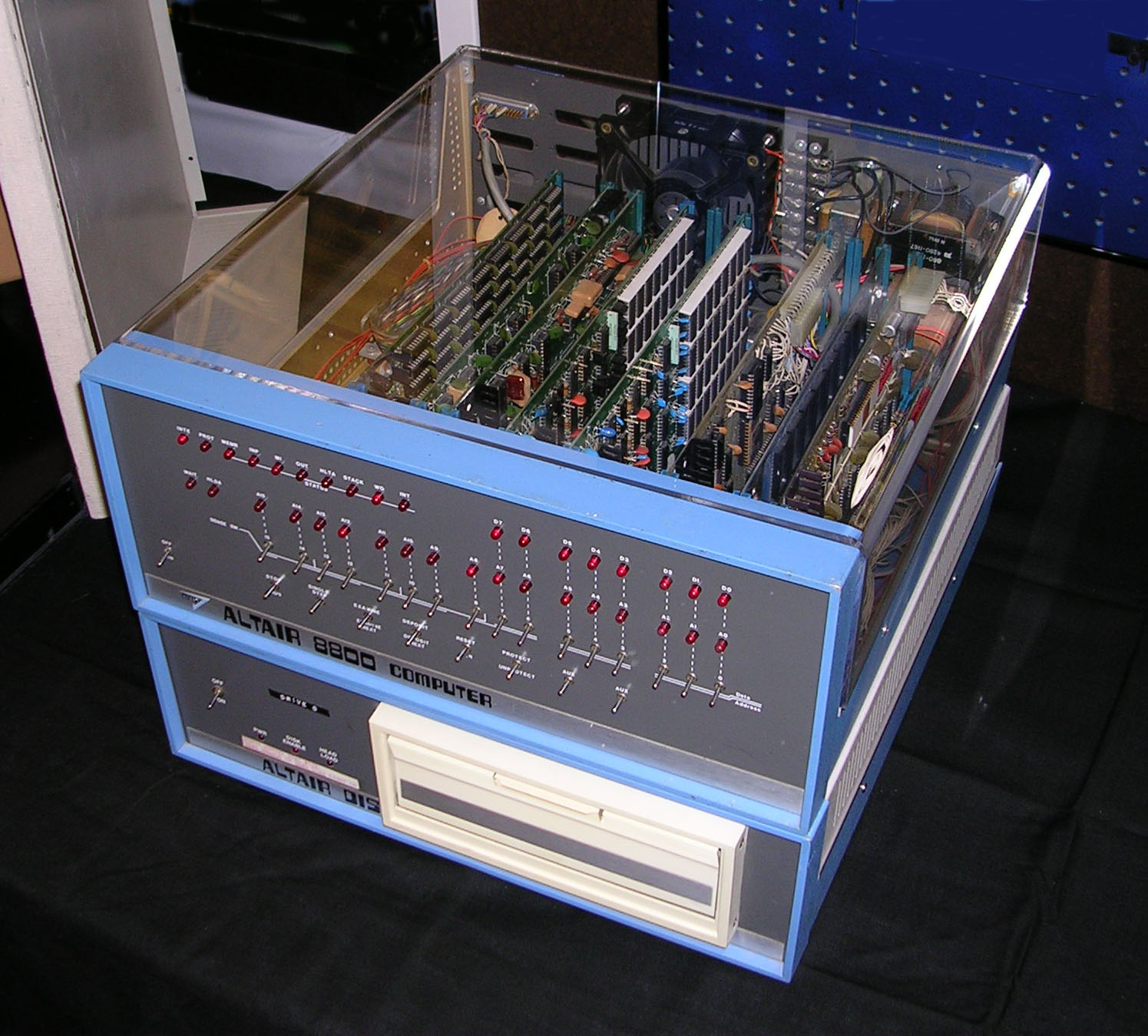
Ordinador Altair 8800 (bus S-100) amb sistema de disc flexible de 8 polzades i vuit targetes d'expansió.

El bus S-100 o IEEE696-1983 (obsolet), va ser un bus d'ordinador dissenyat a principis del 1974 com a part de l'Altair 8800, considerat avui com el primer «ordinador personal» (o almenys el primer «microordinador», en la mesura que va ser dissenyat per als aficionats i no el públic en general). El bus S-100 va ser el primer bus estàndard per a la indústria dels microordinadors. Ordinadors S-100, que consisteix en el processador i les targetes d'expansió, van ser produïts per diverses fabricants. El bus S-100 va servir de base per als constructors d'ordinadors casolans (per exemple, el Homebrew Computer Club) que van implementar controladors de dispositius per a CP/M i MP/M. Aquests microordinadors S-100 cobrien tota la gamma, des de joguines per a aficionats a estacions de treball de petites empreses, i van ser el zenit del món dels microordinadors, fins a l'adveniment de l'IBM PC (que alguns d'ells van superar).